# Troon (metrostation)
Troon (Frans: Trône) is een station van de Brusselse metro gelegen in de stad Brussel.

## Geschiedenis
Het ondergrondse premetrostation opende op 20 december 1970 onder de naam Luxemburg/Luxembourg als onderdeel van de eerste premetrolijn tussen Madou en Naamsepoort. Met de ombouw van de premetro tot volwaardige metro werden de perrons verhoogd en opende het metrostation Luxemburg opnieuw op 2 oktober 1988, ditmaal bediend door metrolijn 2.
In 1992 werd de naam van het station gewijzigd in Troon-Luxemburg/Trône-Luxembourg, een jaar later kreeg het zijn huidige naam. De naamsverandering kwam er om de verwarring met het treinstation Brussel-Luxemburg te vermijden, dat voor 1992 zelf ook een andere naam had: Brussel-Leopoldswijk.
Sinds de herziening van het metronet in 2009 rijden metrolijnen 2 en 6 in dit station.

## Situering
Het station is gelegen onder het Troonplein op de Kleine Ring van Brussel, nabij het Koninklijk Paleis en het Academiënpaleis. Naast het station loopt ook de Troontunnel, die zoals het station vernoemd werd naar het Troonplein uitkomende Luxemburgstraat, die naar station Brussel-Luxemburg leidt. Naast een metrostation is Troon ook een belangrijk busknooppunt met meerdere MIVB buslijnen. Deze buslijnen rijden bovendien ook via het station Brussel-Luxemburg, wat van de as Brussel-Luxemburg - Troon een van de drukst bereden assen van het Brusselse openbaar vervoer maakt.

## Kunst
In tegenstelling tot de meeste metrostations beschikt Troon niet over een of meerdere kunstwerk(en).

## Afbeeldingen

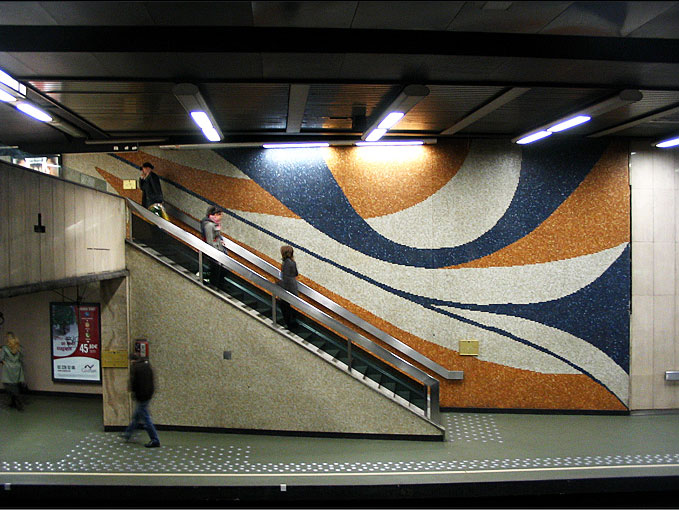
Perron van het station.